# ترزیوکس
ترزیوکس (به فرانسوی: Trézioux) یک کمون در فرانسه است که در Canton of Saint-Dier-d'Auvergne واقع شده‌است.

## خصوصیات
ترزیوکس ۱۷٫۴۴ کیلومترمربع مساحت و ۳۴۱ نفر جمعیت دارد و ۵۷۰ متر بالاتر از سطح دریا واقع شده‌است.